# PGC 70998
LEDA/PGC 70998 ist eine Galaxie im Sternbild Fische auf der Ekliptik. Sie ist schätzungsweise 163 Millionen Lichtjahre von der Milchstraße entfernt und hat einen Durchmesser von etwa 45.000 Lichtjahren. Vom Sonnensystem aus entfernt sich das Objekt mit einer errechneten Radialgeschwindigkeit von näherungsweise 3.500 Kilometern pro Sekunde.
Im selben Himmelsareal befinden sich unter anderem die Galaxien
NGC 7591, PGC 71023, PGC 71034, PGC 1311034.